# Черкашин, Дмитрий Дмитриевич
Дми́трий Дми́триевич Черка́шин (род. 17 июля 1951) — советский и российский дипломат. Чрезвычайный и полномочный посол (2003).

## Биография
Окончил Московский государственный институт международных отношений (МГИМО) МИД СССР (1974) и Дипломатическую академию МИД СССР (1990). Владеет немецким и английским языками. 
На дипломатической работе с 1974 года.
- В 1974—1980 годах — дежурный референт, старший референт, атташе, третий секретарь Посольства СССР в ФРГ.
- В 1983—1988 годах — второй секретарь, первый секретарь Посольства СССР в ГДР.
- В 1988—1990 годах — слушатель Дипломатической академии МИД СССР.
- В 1992—1997 годах — генеральный консул России в Гамбурге (Германия).
- В 1997—2000 годах — главный советник Второго департамента стран СНГ МИД России.
- В 2000—2001 годах — посол по особым поручениям МИД России.
- С 1 февраля 2001 по 12 сентября 2007 года — чрезвычайный и полномочный посол Российской Федерации в Швейцарии и Лихтенштейне по совместительству[1][2][3].
- С января по сентябрь 2008 года — директор Департамента безопасности МИД России.

## Семья
Женат, имеет сына.

## Дипломатический ранг
- Чрезвычайный и полномочный посланник 2 класса (16 октября 1992)[4].
- Чрезвычайный и полномочный посланник 1 класса (18 сентября 1996)[5].
- Чрезвычайный и полномочный посол (4 ноября 2003)[6].